# Henri Troyat
Henri Troyat, nascido com o nome Levon Aslani Thorosian(Լևոն Ասլանի Թորոսյան) ou Lev Aslanovich Tarasov, (Moscovo, 1 de novembro de 1911 — Paris, 2 de março de 2007) foi um escritor, ensaísta, novelista e historiador francês de ascendência armênia.
A sua família fugiu da Rússia com receio da chegada da Revolução Russa de 1917 quando tinha 6 anos de idade. Depois de um longo exílio, a família estabeleceu-se em Paris em 1920, onde o jovem obteve a nacionalidade, fez a sua escolaridade e mais tarde se formou em Direito.
Ganhou o seu primeiro prémio literário aos 24 anos de idade, o "prémio do romance popular". Em 1938, aos 27 anos, recebeu o prestigiado Prémio Goncourt, pelo romance "L'Araignée".
Apesar de nunca mais ter voltado à Rússia, o seu país foi tema recorrente da sua literatura, estando presente em muitos dos mais de 100 livros, novelas e biografias que publicou, de que se destacam as biografias de Anton Chekhov, Catarina, a Grande, Rasputin, Ivan IV, o Terrível e Leo Tolstoy.
Era o decano da Academia francesa, para a qual foi nomeado em 1959, e onde ocupou a  cadeira #28 até à data da sua morte.
O seu trabalho mais conhecido é La neige en deuil, o qual foi adaptado para o filme de 1956 em língua inglesa sob o título The Mountain.
Faleceu aos 95 anos de idade.